# Identidad autosoberana

Relación entre entidades, identidades y atributos / identificadores

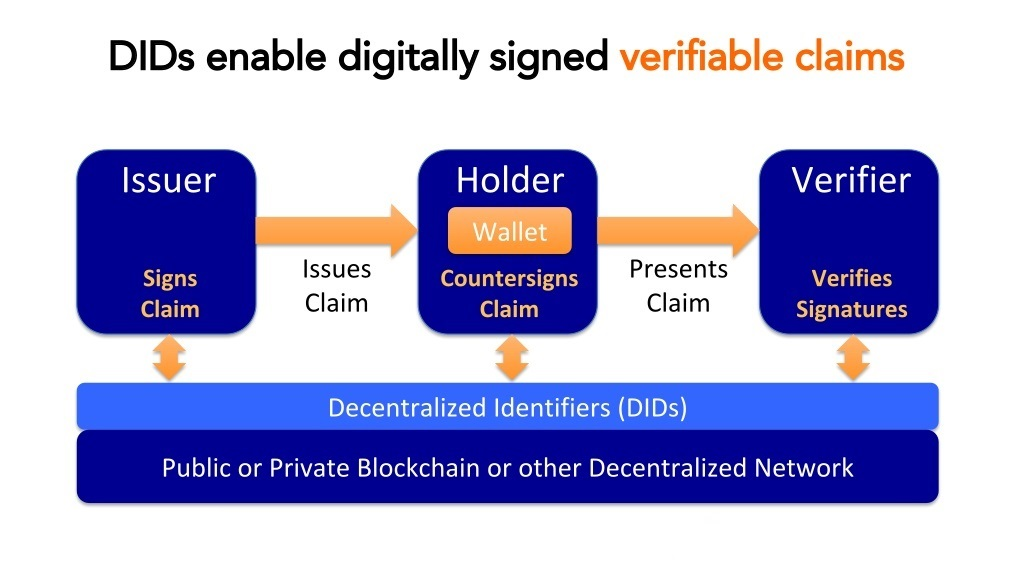
Decentralized identifiers (DIDs) se puede usar para habilitar identidades auto soberanas.

Con la Identidad Auto-Soberana (en Inglés Self-Sovereign Identity (SSI)), los titulares de la identidad individual crean y controlan completamente sus credenciales, sin verse obligados a solicitar autorización de una autoridad intermediaria o centralizada y les da control sobre cómo se comparten y usan sus datos personales.
El usuario tiene un medio para generar y controlar identificadores únicos, así como alguna facilidad para almacenar datos de identidad.
Un SSI puede ser una identidad descentralizada, pero también podría consistir de datos de una cuenta de redes sociales, un historial de transacciones en un sitio de comercio electrónico o la certificación de amigos o colegas.
En el paradigma de la identidad centralizada, una entidad externa proporciona la identidad de una persona. En el paradigma descentralizado de identidad, el usuario está en el centro del marco y no hay necesidad de que terceros emitan y administren una identidad.

## SSI de la Unión Europea
La Unión Europea está creando un Marco Europeo de Identidad Soberana (European Self-Sovereign Identity Framework / ESSIF) compatible con eIDAS. El ESSIF utiliza identificadores descentralizados (decentralized identifiers / DIDs) y la Infraestructura Europea de Servicios Blockchain (European Blockchain Services Infrastructure / EBSI).

## Los 10 principios de la Identidad Auto-Soberana
Además de los aspectos técnicos y estructurales de la Identidad Auto-Soberana, es fundamental considerar los principios éticos y operativos que la sustentan. Según Christopher Allen, quien es una figura clave en el ámbito de la identidad digital descentralizada, la SSI se rige por una serie de principios diseñados para empoderar al usuario y garantizar la seguridad y la privacidad de sus datos. 
Estos principios son:
1. Existencia: Los usuarios deben tener una existencia independiente en el sistema.
2. Control: Los usuarios deben tener control total sobre sus identidades y datos asociados.
3. Acceso: Los usuarios deben tener acceso irrestricto a sus propios datos.
4. Transparencia: Los sistemas y algoritmos utilizados deben ser transparentes para los usuarios.
5. Persistencia: Las identidades deben ser duraderas y no depender exclusivamente de ninguna entidad externa.
6. Portabilidad: La información y los servicios relacionados con la identidad deben ser transportables entre diferentes sistemas y plataformas.
7. Interoperabilidad: Las identidades deben ser utilizables de manera amplia y compatible con diversos sistemas.
8. Consentimiento: Los usuarios deben dar su consentimiento explícito para el uso de su identidad y datos.
9. Minimalización: La divulgación de información personal debe ser minimizada al máximo posible.
10. Protección: Los derechos de los usuarios en relación con su identidad y datos personales deben ser protegidos en todo momento.

## Véase además
- Identificador descentralizado